# Curtiss NC
El Curtiss NC (Navy Curtiss, apodado "Nancy boat" o "Nancy") fue un hidrocanoa construido por la Curtiss Aeroplane and Motor Company, y fue usado por la Armada de los Estados Unidos desde 1918 hasta principios de los años 20 del siglo XX. Se construyeron diez de estos aviones, de los que el más famosos fue el NC-4, el primer aeroplano en realizar un vuelo trasatlántico. El NC-4 está preservado en el National Museum of Naval Aviation, en la NAS Pensacola, Florida.

## Desarrollo
La fabricación del NC comenzó en 1918, durante la Primera Guerra Mundial. La Armada estadounidense deseaba un avión capaz de acometer largos vuelos oceánicos, realizando patrullas de guerra antisubmarina y, si era posible, con capacidad de atravesar el Océano Atlántico por sí mismo, para evitar ser enviado en barco a través de aguas amenazadas por los submarinos alemanes. Era una empresa muy ambiciosa, dado el estado de la aviación de la época. La Armada y Curtiss concibieron uno de los mayores diseños de biplano hasta entonces producidos, equipado con dormitorios y un transmisor/receptor inalámbrico. Estaba propulsado originalmente por tres motores V12 Liberty, de 298 kW (400 hp) cada uno; durante la fase de pruebas, Marc Mitscher recomendó la adición de un cuarto motor para generar la suficiente potencia como para elevar los hidrocanoas desde el agua. El cuarto motor fue añadido en la línea media en una configuración propulsora. La velocidad máxima era de 144 km/h y el alcance máximo estimado era de 2400 km. Llamados hidrocanoas NC, la N por Navy (Armada) y la C por el constructor Curtiss, fueron apodados "Nancy".

### Disposiciones de las góndolas motoras del NC-1 y del NC-2

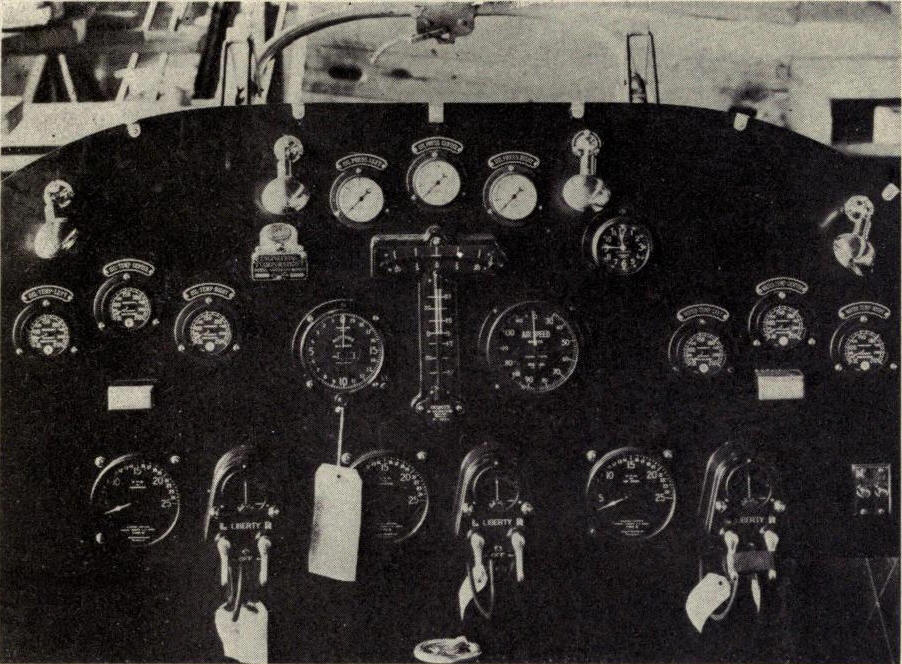
Panel de instrumentos del NC-3 (góndola central).

Tal y como fue completado originalmente, el NC-1 poseía tres motores tractores localizados a medio camino entre los planos principales, albergando la góndola central la cabina para dos pilotos. Debido a la falta de potencia, la góndola central fue elevada, alargada hacia adelante y se le añadió un motor propulsor. Con esta disposición motora, la cabina de los pilotos fue trasladada al casco, en una posición más convencional.
El NC-2 se diferenciaba al tener su motor central, de los tres iniciales, equipado como propulsor, reteniendo la cabina de los pilotos en la góndola central. Sufriendo así mismo falta de potencia, el NC-2 fue modificado con cuatro motores en tándem en las góndolas exteriores (debido a que las mismas habían sido construidas más cerca de la central, la disposición de tres tractores/un propulsor era poco práctica). La góndola central con la cabina fue retenida inicialmente, pero pronto fue retirada y se añadió una convencional, similar a la del NC-1.
Del NC-3 en adelante, se continuó con la última disposición del NC-1 de tres motores tractores/un propulsor y cabina convencional en el casco.

## Historia operacional

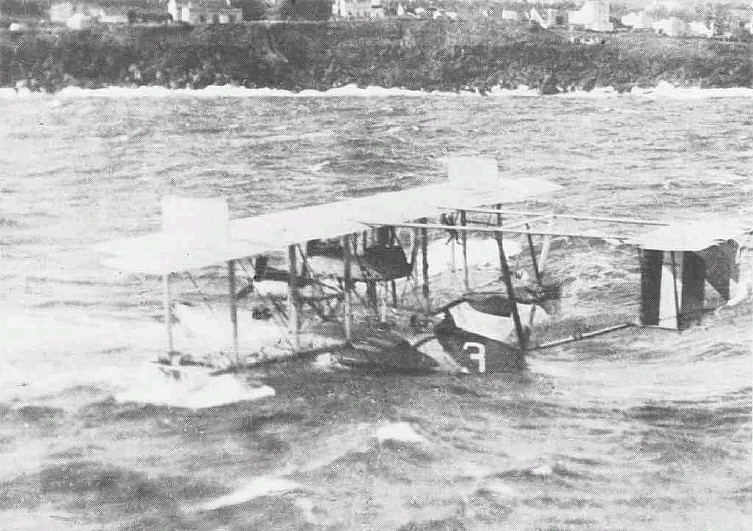
NC-3 cerca de Azores, 1919.

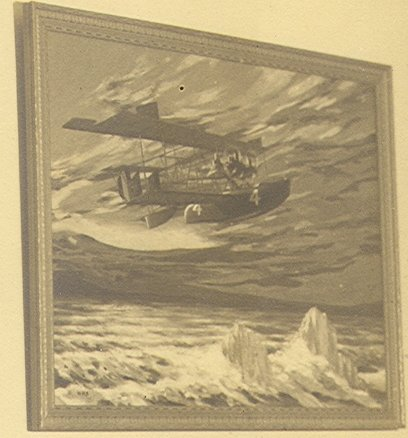
Pintura del NC-4 volando sobre el helado Atlántico Norte.

El 4 de octubre de 1918, el primero de estos aviones, el NC-1, realizó su primer vuelo de pruebas con la configuración original de tres motores. El 25 de noviembre voló de nuevo, con 51 personas a bordo, lo que supuso un récord mundial. El Día del Armisticio, señalando el final de la guerra en Europa, llegó antes de que las pruebas del primer NC y la construcción de los otros tres aparatos del encargo inicial de la Armada hubieran sido completados.
El NC-2 sufrió daños durante la fase de pruebas y fue canibalizado para obtener piezas de repuesto.
Los otros tres NC, los NC-1, NC-2 y NC-4, emprendieron lo que pretendía ser la primera demostración de vuelo trasatlántico, vía la Isla de Terranova y las Azores, el 8 de mayo de 1919. Como oficial subalterno, Mitscher, que había sido asignado a uno de los mandos, lo perdió cuando el NC-2 fue desmontado para conseguir piezas. Realizó el vuelo como uno de los pilotos del NC-1. El grupo encontró densa niebla cerca de Azores, haciendo el vuelo, en los aviones pobremente instrumentados, extremadamente peligroso. Sin un horizonte visible, era muy difícil mantener el avión en vuelo nivelado. El NC-1 probó el vuelo a diferentes altitudes, durante varias horas, antes de posarse finalmente poco antes de las Azores, resultando dañado más allá de toda reparación en el agitado mar.
Solo el NC-4 continuó adelante. La tripulación del NC-1 fue rescatada en el mar. Los intentos de remolcar el avión hasta las Azores fracasaron. El NC-3 fue forzado a amerizar a una distancia de alrededor de 330 km de las Azores, pero la tripulación, liderada por el Comandante John Henry Towers, se las arregló para llegar a Ponta Delgada sin ayuda.
La Armada adquirió otros dos lotes más de NC construidos, numerados NC-5 a NC-8, y NC-9 y NC-10, hasta 1921.

## Operadores
Estados Unidos
- Armada de los Estados Unidos

## Especificaciones (NC-4)
Referencia datos: Curtiss Aircraft 1907-1947

### Características generales
- Tripulación: Cinco
- Longitud: 20,8 m (68,2 ft)
- Envergadura: 38 m (124,7 ft)
- Altura: 7,4 m (24,4 ft)
- Superficie alar: 226,8 m² (2441,3 ft²)
- Perfil alar: Navy Special[8]
- Peso vacío: 7257 kg (15 994,4 lb)
- Peso cargado: 12 701 kg (27 993 lb)
- Peso máximo al despegue: 12 422 kg (27 378,1 lb)
- Planta motriz: 4× motor lineal V-12 refrigerado por agua Liberty L-12A.
  - Potencia: 300 kW (414 HP; 408 CV) cada uno.

### Rendimiento
- Velocidad máxima operativa (Vno): 137 km/h (85 MPH; 74 kt)
- Velocidad de entrada en pérdida (Vs): 100 km/h (62 MPH; 54 kt)
- Alcance: 2370 km (1280 nmi; 1473 mi) (14,8 horas)
- Techo de vuelo: 1400 m (4593 ft)
- Régimen de ascenso: 1,1 m/s (217 ft/min)
- Carga alar: 56 kg/m² (11,5 lb/ft²)
- Potencia/peso: 0,1 kW/kg (0,06 hp/lb)

### Armamento
- Ametralladoras:  Varias en las cabinas delantera y trasera

## Aeronaves relacionadas

### Desarrollos relacionados
- Curtiss Model T
- Curtiss Model E
- Curtiss Model H
- Felixstowe Fury

### Secuencias de designación
- Secuencia Alfabética (interna de Curtiss): ← L - MF - N - NC - O - JN - R →
- Secuencia Numérica (interna de Curtiss): ← 9 - 10 - 11 - 12 - 13 - 14 - 15 →
- Secuencia P_N (Aviones de Patrulla de la Armada estadounidense, 1922-1962 (Curtiss, 1922-1962)): P2N-1